# Jacques Berthier (Schauspieler)
Jacques Maurice Berthier (* 10. Februar 1916 in Paris; † 2. April 2008 in Neuilly-sur-Seine) war ein französischer Schauspieler.

## Leben
Berthier begann mit einem Sportstudium, bevor er sich den schönen Künsten mit einem Studium am Konservatorium „Louis Jouvet“ zuwandte und 1942 im Kino debütierte. Seine elegante Erscheinung und aristokratisch wirkenden Gesichtszüge ließen ihn bereits in jungen Jahren Vaterrollen, Herren von Welt und Offiziere darstellen. Nach Bühnenauftritten und einer Tournee mit dem Stück Ami-Ami war er ab Mitte der 1950er Jahre recht häufig auch in Fernsehserien zu sehen. Vor einigen Hauptrollen in italienischen Genrefilmen wandte er sich auch Kurz- und Dokumentarfilmen in eigener Regie zu; seinen einzigen langen Spielfilm inszenierte er 1960 – in ihm war erstmals Anouk Aimée zu sehen.
Daneben arbeitete er bei zahlreichen Filmen als Synchronsprecher von u. a. Raymond Burr in Der Chef, David Niven und Gregory Peck. Er war mit seiner Kollegin Lily Baron in zweiter Ehe verheiratet. Seine erste Frau und Mutter seiner drei Söhne, Suzanne Besnier, war mit 26 Jahren verstorben.

## Filmografie (Auswahl)
- 1946: Solange ich lebe (Tant que je vivrai)
- 1953: Der Freibeuter (The Master of Ballantrae)
- 1954: Eine Frau erobert die Welt (La belle Otero)
- 1954: Rasputin (Raspoutine)
- 1954: Versailles – Könige und Frauen (Si Versailles m'était conté)
- 1955: Bringt ihn lebend …! (Tam Tam Mayumbe)
- 1956: Das Gesetz der Straße (La loi des rues)
- 1957: Kavaliere (Charmants garçons)
- 1958: Kommissar Chabrol ermittelt (Les cinq dernières minutes) (Fernsehserie, eine Folge)
- 1959: Der Mörder kam um Mitternacht (Un témoin dans la ville)
- 1959: Nathalie spielt Geheimagentin (Nathalie, agent secret)
- 1959: Zweimal Riviera… und zurück (Costa Azzurra)
- 1960: Quai Notre-Dame (Regie)
- 1961: Die drei Musketiere (Les trois Mousquetaires)
- 1961: Wer sind Sie, Dr. Sorge? (Qui êtes-vous, Monsieur Sorge?)
- 1962: Das ist nichts für kleine Mädchen (Lemmy pour les dames)
- 1962: Die letzten Stunden von Pompeji (Anno 79 – La distruzione di ercolano)
- 1962: Der Kampf der Makkabäer (Il vecchio testamento)
- 1964: Robinson Crusoe (Fernseh-Mehrteiler)
- 1965: Colorado Charlie
- 1966: Töte, Ringo, töte (Uno sceriffo tutto d'oro)
- 1967: Komm Gorilla, schlag zu (Tiffany memorandum)
- 1968: Mayerling
- 1969: Stukas über London (La battaglia d'Inghilterra)
- 1970: Mauregard (Fernseh-Miniserie)
- 1971: Sind Sie frei, Mademoiselle? (Madame… êtes-vous libre?) (Fernsehserie)
- 1974: Es geschah übermorgen (Aux frontières du possible) (Fernsehserie, 1 Folge)
- 1974: Mit Rose und Revolver (Les brigades du Tigre) (Fernsehserie, 1 Folge)
- 1975: Stetson – Drei Halunken erster Klasse (Il Bianco il Giallo il Nero)
- 1976: Die getreue Frau (Une femme fidèle)
- 1976: Glanz und Elend der Kurtisanen (Splendeurs et misères des courtisanes) (Fernsehserie)
- 1976: Kommissar Moulin (Commissaire Moulin) (Fernsehserie, 1 Folge)
- 1977: Richelieu (Fernseh-Miniserie)
- 1978: Gefangen, gequält und zur Liebe gezwungen (Brigade mondaine)